# Schwarzenegger
『Schwarzenegger』（シュワルツェネッガー）は、[Champagne]の3枚目のオリジナルアルバム。2012年4月4日にRX-RECORDSからリリースされた。

## 概要
前作「I Wanna Go To Hawaii.」から約1年2ヶ月ぶりのリリース。3rdシングルと4thシングルのシングル表題曲を含む13曲が収録されている。リリースは通常盤、初回生産限定盤の2形態で行われた。このうち初回生産限定盤には、2011年12月16日、赤坂BLITZにて行われた自主企画ライブ『This Summer Festival』からのライブ映像と今作のレコーディング風景を収録したDVDが付属されている。また、本作に収録されている「Kill Me If You Can」は後にリカットシングルとしてリリースされている。
今作を制作するにあたって、どの曲をリード曲にするか決めておらず、「とりあえず最高の一曲を作っていこう」と制作を進められた。メンバーの間では様々な楽曲がリード曲の候補として上がっているが、制作後も何がリード曲なのかハッキリとはしていないという。

## 楽曲解説
The
インストゥメンタル。
このアルバムの中で最後にできた楽曲。「El Camino」から始まるのは何か違う、という理由で制作された。
El Camino
ミドルテンポで始まる楽曲。「The」が制作されるまではこの曲から始まる予定であった。
Waitress, Waitress!
MVが存在する。
ライブでの演者と観客について歌っている楽曲。
MVは茨城空港にて撮影された。MVの最後には「会場からの特別な許可を得て撮影しています。」と注意書きされている。
Kill Me If You Can
後に5thシングルとしてシングルカットされることになる。
川上は、この楽曲がアルバムの中で一番言いたいことだと述べている。
Kids
MVが存在する。
アルペジオから始まるシンプルな楽曲。
MVの後半に出てくるライブ映像は、2012年4月4日に渋谷クラブクアトロで開催された、「PREMIUM V.I.P. PARTY」で撮影されたものである。

## 収録曲

### CD
| 全作詞・作曲: 川上洋平、全編曲: ［Champagne］。 |                                    |          |            |      |
| #                                               | タイトル                           | 作詞     | 作曲・編曲 | 時間 |
| 1.                                              | 「The」                            | 川上洋平 | 川上洋平   | 1:39 |
| 2.                                              | 「El Camino」                      | 川上洋平 | 川上洋平   | 4:37 |
| 3.                                              | 「Waitress, Waitress!」            | 川上洋平 | 川上洋平   | 3:30 |
| 4.                                              | 「Dear Enemies」                   | 川上洋平 | 川上洋平   | 4:06 |
| 5.                                              | 「Kiss The Damage」                | 川上洋平 | 川上洋平   | 5:18 |
| 6.                                              | 「spy」                            | 川上洋平 | 川上洋平   | 5:47 |
| 7.                                              | 「Pa Pa Pa Pa Pa」                 | 川上洋平 | 川上洋平   | 3:25 |
| 8.                                              | 「Girl In A Black Leather Jacket」 | 川上洋平 | 川上洋平   | 3:20 |
| 9.                                              | 「言え」                           | 川上洋平 | 川上洋平   | 4:29 |
| 10.                                             | 「12/26以降の年末ソング」          | 川上洋平 | 川上洋平   | 5:39 |
| 11.                                             | 「Kill Me If You Can」             | 川上洋平 | 川上洋平   | 4:41 |
| 12.                                             | 「Kids」                           | 川上洋平 | 川上洋平   | 5:57 |
| 13.                                             | 「真夜中」                         | 川上洋平 | 川上洋平   | 5:21 |
| 合計時間:                                       | 合計時間:                          | 57:49    |            |      |

### DVD
初回生産限定盤のみ。自主企画ライブ『This Summer Festival』からのライブ映像。
1. My Blueberry Morning
2. Revolution, My Friend
3. She's Very
4. Cat 2

## 演奏
- 川上洋平：Vocal & Guitar
- 磯部寛之：Bass, Chorus & Percussion
- 白井眞輝：Guitar & Chorus
- 庄村聡泰：Drums
- Rose (The Led Snail)：Keyboards